# Ingrid Schmoliner
Ingrid Schmoliner (* 1978 in Villach) ist eine österreichische Musikerin (Gesang, Piano) der Neuen Musik und des Jazz-, die auch die Improvisations- und Volksmusik streift.

## Leben und Wirken
Schmoliner hatte bereits vor ihrem klassischen Studiums am Kärntner Landeskonservatorium in Klagenfurt mit Hauptfach Klavier Interesse an improvisierter, experimenteller und zeitgenössischer Musik. Weiter wurde sie in klassischem Gesang, aber auch in Jazzgesang ausgebildet. Als Gastsolistin sang sie an der Grazer Oper in der Oper Buio von Hannes Kerschbaumer. Der Komponist Denovaire schrieb im Chorwerk Muata Erdn die Solostimme für sie als Altistin.
Gemeinsam mit Pascal Niggenkemper (Kontrabass) und Joachim Badenhorst (Saxofon) veröffentlichte sie das Album Watussi. Im Trio Taro (mit Matthias Erian und Martin Schönlieb) hat sie die CD flaechten (Ostblock) eingespielt. Weiterhin sind eine Komposition für Klavier Solo von und mit Ingrid Schmoliner auf Schallplatte und zwei Alben des Trios Para mit Elena Kakaliagou (Horn und Stimme) und dem Kontrabassisten Thomas Stempkowski erschienen. Zudem arbeitete sie mit Xu Fengxia, Clayton Thomas, Marco Eneidi, Daniel Lercher, Susanna Gartmayer Frantz Loriot und Udo Schindler (Blaublatt, 2016).
Derzeit ist auch als Musikpädagogin tätig. Sie gibt auch Unterricht in den Disziplinen Obertonsingen und Jodeln. Sie widmet sich seit Jahren auch „der Erforschung von Klavieren und den idealen Holz-Präparierungen.“
Schmoliner erhielt 2013 den Förderungspreis für Musik Kärnten.